# 轅頗
轅頗（?—?），出自轅氏，中国春秋时期陈国的司徒。
辕颇对封邑内的土地征税，来作为陈哀公之女出嫁之资；剩余的用来为己铸造钟鼎。国内之人于是驱逐他，前484年（鲁哀公十一年、陈湣公十八年）夏，辕颇逃亡到郑国。在路上口渴，部下轅咺奉上甜酒（稻醴）、小米干饭（梁糗）、腌肉干（糗脯）。辕颇很高兴：“为何如此丰盛？”辕咺答：“钟鼎铸成时，我就准备食物了。”辕颇问：“那你为什么不劝阻我？”辕咺说：“我怕自己先被你赶走。”